# Guam nos Jogos Olímpicos de Verão de 2020
Guam deverá competir nos Jogos Olímpicos de Verão de 2020 em Tóquio. Originalmente programados para ocorrerem de 24 de julho a 9 de agosto de 2020, os Jogos foram adiados para 23 de julho a 8 de agosto de 2021, por causa da pandemia COVID-19. Será a nona participação consecutiva da nação nas Olimpíadas.

## Competidores
Abaixo está a lista do número de competidores nos Jogos.
| Esporte   | Masculino | Feminino | Total |
| --------- | --------- | -------- | ----- |
| Atletismo | 0         | 1        | 1     |
| Judô      | 1         | 0        | 1     |
| Lutas     | 0         | 1        | 1     |
| Total     | 1         | 2        | 3     |

## Atletismo
Guam recebeu uma vaga de Universalidade da IAAF para enviar uma atleta às Olimpíadas.
- Nota– As posições para os eventos de pista são em relação à bateria do atleta
- Q = Qualificado para a próxima fase
- q = Qualificado para a próxima fase como o perdedor mais rápido ou, em eventos de campo, pela posição sem atingir o alvo para qualificação
- NR = Recorde nacional
- N/A = Fase não aplicável para o evento
- Bye = Atleta não precisou disputar aquela fase

Eventos de pista e estrada
| Regine Tugade | 100 m feminino |  |  |  |  |  |  |

## Judô
Guam inscreveu um judoca nos Jogos baseado no ranking olímpico individual da International Judo Federation.
Masculino
| Atleta         | Evento | Fase de 32           | Oitavas-de-final     | Quartas-de-final     | Semifinais           | Repescagem           | Final / BM           | Final / BM |
| Atleta         | Evento | Adversário Resultado | Adversário Resultado | Adversário Resultado | Adversário Resultado | Adversário Resultado | Adversário Resultado | Posição    |
| -------------- | ------ | -------------------- | -------------------- | -------------------- | -------------------- | -------------------- | -------------------- | ---------- |
| Joshter Andrew | -81 kg |                      |                      |                      |                      |                      |                      |            |

## Lutas
Pela primeira vez desde Londres, Guam qualificou uma atleta de luta livre para a competição olímpica na categoria 53 kg, após chegar na final do Torneio de Qualificação da África e da Oceania de 2021, em Hammamet, Tunísia.
Chave:
- VT (pontos de classificação: 5–0 ou 0–5) – Vitória por queda
- VB (pontos de classificação: 5–0 ou 0–5) – Vitória por lesão (VF por WO, VA por desistência ou desqualificação)
- PP (pontos de classificação: 3–1 ou 1–3) – Decisão por pontos – o perdedor com pontos técnicos.
- PO (pontos de classificação: 3–0 ou 0–3) – Decisão por pontos – o perdedor sem pontos técnicos.
- ST (pontos de classificação: 4–0 ou 0–4) – Grande superioridade – o perdedor sem pontos técnicos e uma margem de vitória de pelo menos 8 (Greco-Romana) ou 10 pontos (livre).
- SP (pontos de classificação: 4–1 ou 1–4) – Superioridade técnica – o perdedor com pontos técnicos e uma margem de vitória de pelo menos 8 (Greco-Romana) ou 10 pontos (livre).

Luta livre feminino
| Atleta         | Evento | Oitavas de final   | Quartas de final   | Semifinal          | Repescagem         | Final / BM         | Final / BM |
| Atleta         | Evento | Oposição Resultado | Oposição Resultado | Oposição Resultado | Oposição Resultado | Oposição Resultado | Posição    |
| -------------- | ------ | ------------------ | ------------------ | ------------------ | ------------------ | ------------------ | ---------- |
| Rckaela Aquino | −53 kg |                    |                    |                    |                    |                    |            |